# Temps salvatge
Temps salvatge és una obra de teatre escrita per Josep Maria Miró i Coromina, estrenada el maig de 2018 al Teatre Nacional de Catalunya sota la direcció de Xavier Albertí i Gallart. Va ser l'estrena de Miró a la sala gran del TNC.

## Argument
L'obra està inspirada en un fet ocorregut a Bonn, en què es va acusar sense fonament a refugiats i migrants il·legals d'haver comès violacions durant la nit de Cap d'Any. Malgrat que una investigació va demostrar-ne la innocència, l'any següent els migrants van ser retinguts de manera preventiva.
Es presenta la vida de quatre parelles, tres d'heterosexuals i una d'homosexual, que s'esquincen davant un imminent declivi. L'acció se situa en una urbanització fronterera que es disposa a organitzar una celebració al pavelló municipal, situat als afores, vora un bosc on transiten migrants en situació irregular. La preparació d'aquesta festa coincideix amb una onada de calor i l'aparició d'unes pintades on es pot llegir "tornarem per violar les vostres dones".
La falsa harmonia de convivència i benestar que aparenta aquesta comunitat desvetlla, de forma gradual, les autèntiques entranyes que amaga. A la presència dels migrants, que es refugien temorosament al bosc, se suma l'arribada de l'Ivana (Laia Manzanares), una jove de 17 anys amb aspecte de Lolita, que passa el dia a la piscina de la urbanització. que esdevenen detonants perquè s'acabi configurant la creació d'un enemic exterior per canalitzar les pors d'aquesta societat. D'aquesta forma, a poc a poc, la trama va mostrant les debilitats de la petita societat perturbada pels canvis.

## Repartiment

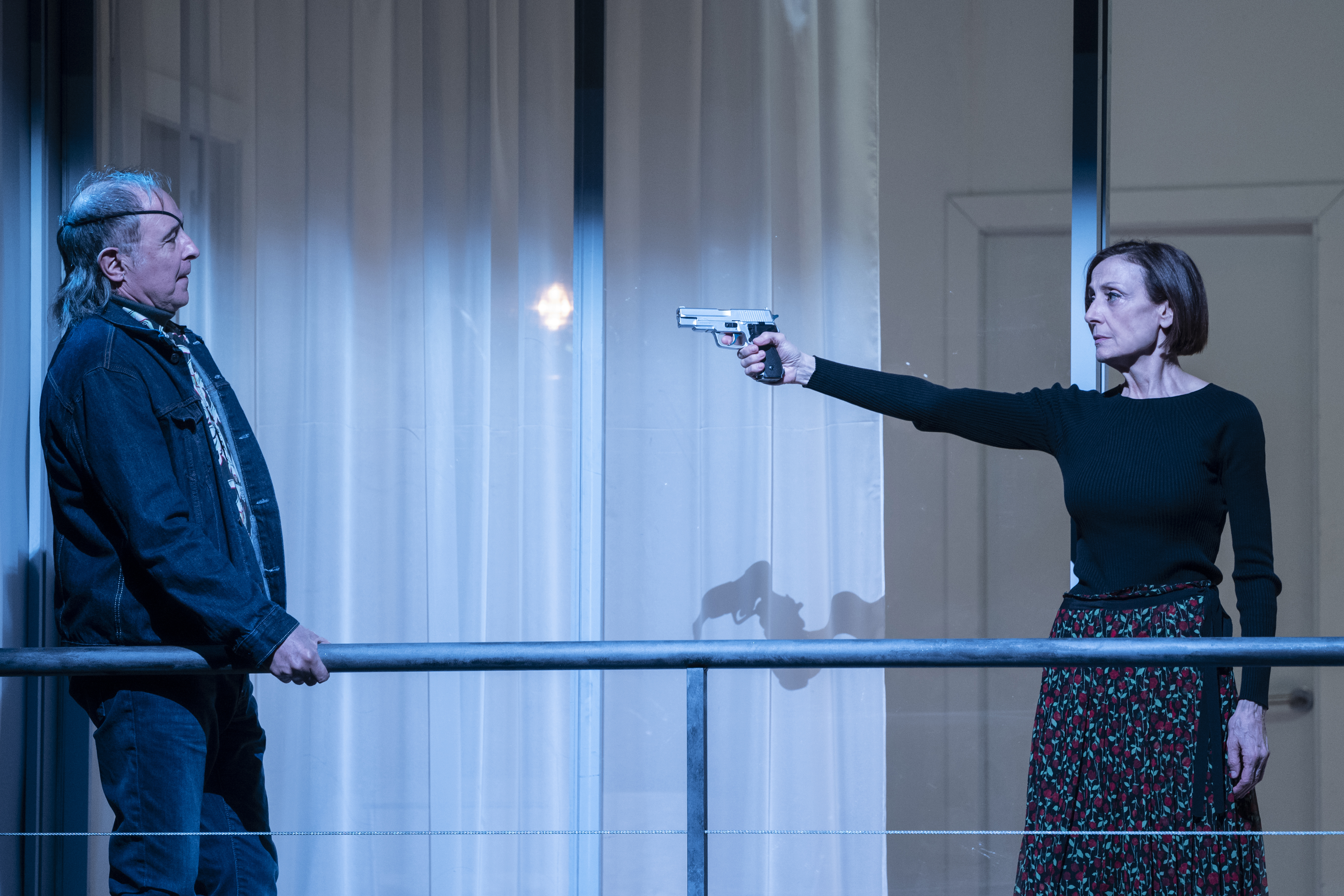
Manel Barceló i Carme Elias.

El repartiment d'intèrprets per a cada personatge fou:
| Intèrpret               | Personatge |
| ----------------------- | ---------- |
| Manel Barceló i Serrano | Ernest     |
| Carme Elias i Boada     | Mercè      |
| Sara Espígul            | Tau        |
| Borja Espinosa          | Hèctor     |
| Eduard Farelo i Nin     | Santi      |
| Marina Gatell i Poch    | Berta      |
| Alicia González Laá     | Helena     |
| Míriam Iscla i Aragonès | Raquel     |
| Laia Manzanares i Tomàs | Ivana      |
| Malcolm McCarthy        | noi        |

## Recepció i crítica

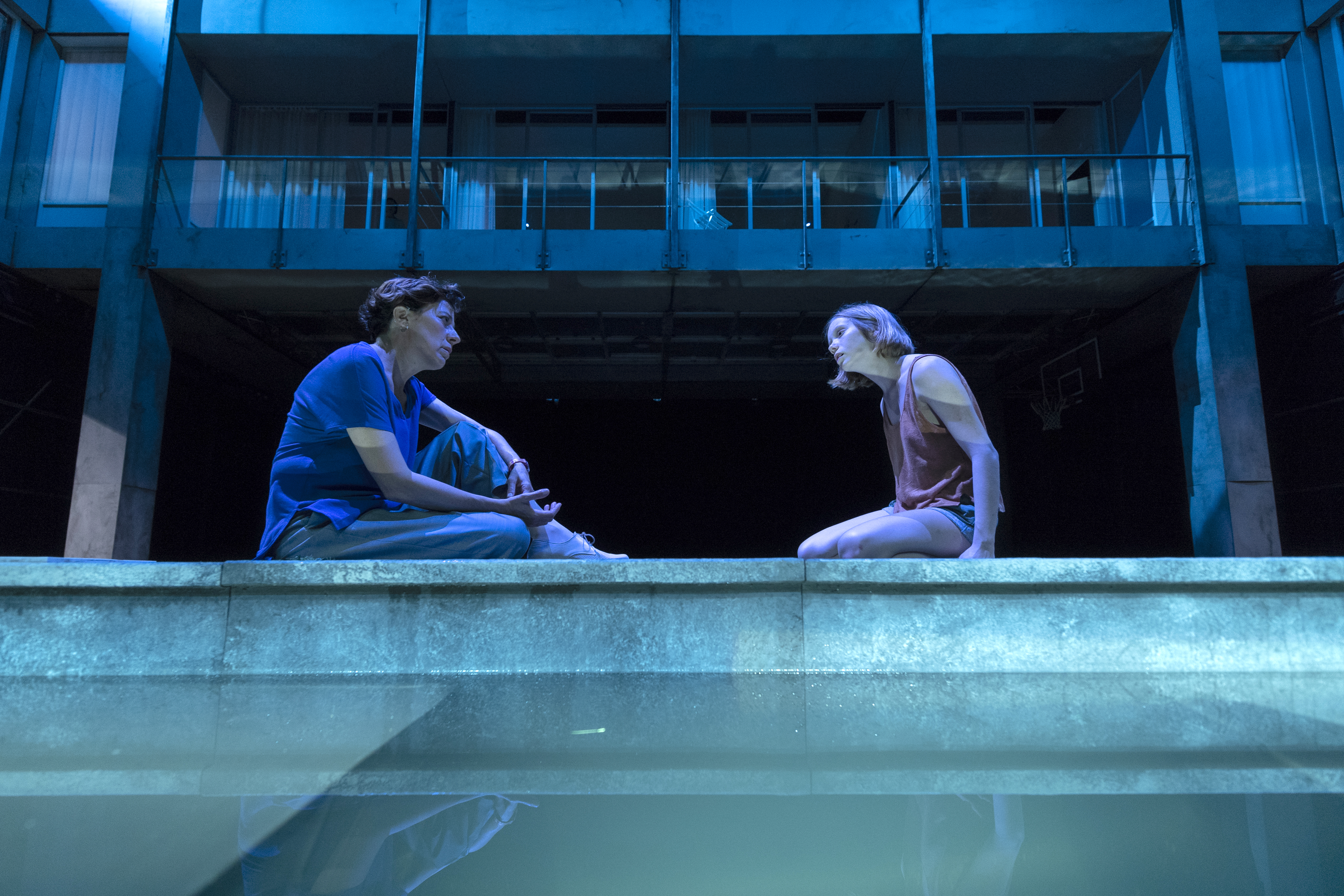
Míriam Iscla i Laia Manzanares.

L'obra, no apta per a menors de 16 anys, es va considerar dura i incòmoda per la crítica. El debat en torn del concepte de la bellesa i el benestar i de com factors externs (l'arribada de l'Ivana i els immigrants) poden alterar una percepció que podia semblar real. Es planteja en diverses ocasions la pregunta «Aquest és un lloc bonic per viure?». Temps salvatge reclama la necessitat urgent de trobar instruments ètics, tant individuals com col·lectius, per conviure amb nosaltres mateixos i amb els altres.

El mateix autor reflexiona sobre l'obra:
Penso en el temps i el món que m’ha tocat viure, el que m’agrada i vull que protagonitzi el meu teatre. Penso en el mar Mediterrani, superfície de blau paradisíac i fons negre dels refugiats; penso en les arquitectures físiques, però sobretot, mentals del poder i de la justícia; penso en els paisatges de festa i arquitectures domèstiques on s’exerceix la violència contra dones, homes, vells o nens; penso en les rònegues parets de la història que hi ha qui creurà que una lluïda capa de pintura és suficient per maquillar-ne les esquerdes i la possible reproducció d’humitats... Jo, com la Ivana, em pregunto: «Aquest és un lloc bonic per viure?». 

## Premis i nominacions[9][10]

### Premis
- Premis Butaca 2018
  - Premi Butaca al millor disseny de llums (per a Ignasi Camprodon)
  - Premi Butaca a la millor escenografia (per a Lluc Castells)

- XXII Premis MAX
  - Premi MAX a la millor autoria teatral (per a Josep Maria Miró)
  - Premi MAX a la millor direcció d'escena (per a Xavier Albertí)

### Nominacions
- Premis Butaca 2018
  - Premi Butaca al millor muntatge teatral (per al Teatre Nacional de Catalunya)
  - Premi Butaca a la millor direcció (per a Xavier Albertí)
  - Premi Butaca al millor text (per a Josep Maria Miró)
  - Premi Butaca a la millor actriu de repartiment (per a Laia Manzanares i Míriam Iscla)
  - Premi butaca al millor vestuari (per a Maria Araujo)

- XXII Premis MAX
  - Premi MAX a la millor actriu protagonista
  - Premi MAX al millor disseny d'il·luminació